# Shanghaied (film, 1912)
Pour plus de détails, voir Fiche technique et Distribution.
Shangaied est un film muet américain réalisé par Colin Campbell et sorti en 1912.

## Fiche technique
- Réalisation : Colin Campbell
- Scénario : Emmett C. Hall
- Production : William Nicholas Selig
- Date de sortie : États-Unis : 15 novembre 1912

## Distribution
- Tom Santschi : Bob Bartlett
- Herbert Rawlinson : Cal Cooper
- Bessie Eyton : Bessie Barset
- Anna Dodge
- Frank Richardson
- George Hernandez